# Fade to Black (jeu vidéo)
Pour les articles homonymes, voir Fade to Black.
 (juin 2017).
Si vous disposez d'ouvrages ou d'articles de référence ou si vous connaissez des sites web de qualité traitant du thème abordé ici, merci de compléter l'article en donnant les références utiles à sa vérifiabilité et en les liant à la section « Notes et références ».
Fade to Black est un jeu vidéo d'action-aventure en 3D développé par Delphine Software et édité par Electronic Arts en 1995 sur compatible PC (DOS). Il a été édité sur PlayStation en 1996. Il fait suite à Flashback, un jeu d'action-aventure en 2D sorti en 1992.

## Scénario
Fade to Black reprend l'histoire commencée dans Flashback. À la fin du premier épisode, Conrad (le personnage central et héros que vous incarnez) détruit la planète des extra-terrestres pour mettre fin à leur projet d'extinction de la race humaine. Mais en s'enfuyant avec un vaisseau volé dans un hangar, il n'a aucun moyen de savoir où il se trouve ; la galaxie dans laquelle il se situe n'est répertoriée sur aucune carte. Conrad se cryogénise alors, et dérive dans l'espace.
Fade to Black reprend à cet instant. Après avoir dérivé pendant 50 ans, Conrad est finalement retrouvé par un vaisseau. Mais celui-ci n'est autre qu'un vaisseau Morph ; race d'aliens qu'il a tenté d'exterminer dans Flashback. Conrad est alors réveillé, capturé, puis incarcéré dans une prison sur la lune. À son réveil, sur le moniteur de sa cellule, un garde Morph lui recommandant de ne pas tenter de s'échapper se fait abattre par un homme. Cet homme lui explique qu'il est finalement possible de s'échapper de la prison grâce à un vaisseau cargo. Il a laissé à Conrad une arme et un communicateur afin que ce dernier puisse recevoir de l'aide à certains moment clés.
Vous commencez à interagir avec Conrad à partir de cet instant, c'est-à-dire lors de l'ouverture de votre cellule.

## Système de jeu

### Généralités
Comme dans Flashback, le gameplay est fondé sur un mélange sophistiqué d'action, de dialogues, d'énigmes et d'exploration. L'intrigue du jeu est pigmentée par des cinématiques en images de synthèse. L'ambiance est d'ailleurs la marque de fabrique de Delphine Software. En effet, comme dans l'épisode précédent (Flashback ), la musique évolue en fonction de l'action comme l'attaque d'un ennemi, d'une machine, ou lorsqu'une nouvelle difficulté apparait comme la résolution d'une énigme, ou une situation complexe. Bien sûr, le jeu ayant considérablement évolué depuis Flashback, les musiques sont plus présentes mais pas jouées en permanence.
Le personnage a deux modes d'action : revolver dégainé ou pas. Il doit traverser des niveaux en respectant la logique d'un scénario, résoudre des énigmes, activer diverses machines ou protéger des innocents, tout en tirant sur des aliens.

### Accessoires
Conrad est équipé dès le début du jeu d'un pistolet chargé de 9 balles. Les balles par défaut sont illimitées. Mais tout au long du jeu, le héros pourra charger son arme de différentes munitions comme des balles explosives, à tête chercheuse, à Plasma et Super-Plasma, anti-armures, ou encore à impulsions magnétiques ; ces munitions ne seront pas infinies.
L'inventaire de Conrad est consultable à n'importe quelle situation de jeu. Il permet de mettre le jeu en pause, et de faire le point sur son équipement. Il contient les articles et les messages que vous obtiendrez au fur et à mesure que vous avancerez dans le jeu.
Le héros est protégé par un bouclier qui lui permet de résister aux tirs ennemis. Ce bouclier par défaut varie en fonction de la difficulté du jeu. Durant son périple, Conrad pourra utiliser différents boucliers qui lui donneront un avantage sur ces ennemis comme le bouclier anti-radiations, et celui de camouflage.

### Environnement
Armoires : Les armoires contiennent des objets intéressants qui seront indispensables à la quête de Conrad. Cependant, certaines sont piégées. Le système de téléportation de Morph transporte Conrad vers un lieu déterminé. Ils s'allument quand ils sont activés lorsque Conrad y entre. S'ils ne sont pas actifs, Conrad devra trouver un moyen de les mettre en service afin d'accéder à certains endroits clés. Certaines dalles déclenchent l'ouverture de portes (parfois durant une cellule de temps), d'autres dirigent des armes ennemies sur Conrad, et d'autres encore sont électrifiées. Les panneaux d'accès servent à activer un système, ou avoir accès à des lieux particuliers. La station de recharge permet de recharger le bouclier de Conrad.

## Développement
Comme son prédécesseur, Fade to Black mêle rendus bitmap et vectoriel avec une technique de capture de mouvement[Laquelle ?], mais cette fois-ci en 3D. Il est d'ailleurs le premier jeu vidéo à avoir introduit les 24 images par seconde. Des personnages et objets en 3D vectorielle se meuvent dans un décor rendu avec du raycasting.

## Accueil
La version PlayStation a connu un succès commercial au Royaume-Uni, suffisamment de copies s'étant vendues pour qu'elle devienne Platinum.